# ولودیمیر کودریاوتسف
ولودیمیر کودریاوتسف (انگلیسی: Volodymyr Kudryavtsev; ۷ اکتبر ۱۹۳۴ – ۳۰ آوریل ۲۰۱۴) شاعر اهل اوکراین بود.